# Turmhügel Darze
Der Turmhügel Darze, auch Eierberg oder Der Wall genannt, ist eine abgegangene Niederungsburg vom Typus einer Turmhügelburg (Motte) unmittelbar an der Ostseite von Darze, einem Ortsteil der Gemeinde Altenhof im Landkreis Mecklenburgische Seenplatte in Mecklenburg-Vorpommern.
Von der ehemaligen Mottenanlage auf terrassenförmigem Turmhügel mit ehemaligem Graben an der Süd- und Südostseite sind noch der Burghügel und ein Grabenrest erhalten.